# Marius Matei
Marius Matei (n. 1 februarie 1984, Galați) este un jucător de fotbal român care joacă pentru Foresta Suceava în Liga a II-a. Și-a făcut debutul în Liga I la data 29 august 2007 și este cunoscut pentru evoluția sa pentru echipele FC Vaslui și Oțelul Galați.

## Legături externe
- Marius Matei la romaniansoccer.ro